# Aulacorthum flavum
Aulacorthum flavum är en insektsart. Aulacorthum flavum ingår i släktet Aulacorthum och familjen långrörsbladlöss. Inga underarter finns listade i Catalogue of Life.